# Y-kromoszomális nemmeghatározó fehérje

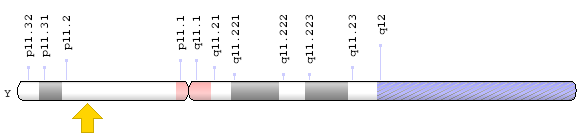
A humán SRY gén az Y kromoszóma rövid karjának 11.2 sávján van.

Az Y-kromoszomális nemmeghatározó fehérje (SRY) DNS-kötő protein (más néven génszabályozó fehérje/transzkripciós faktor), melyet az SRY gén kódol, és a hímivar meghatározója elevenszülőkben. Az SRY intronmentes nemmeghatározó gén az Y kromoszómán. Mutációi számos ivari fejlődési rendellenességet okoz, melyek fenotípusra és genotípusra gyakorolt hatásai eltérnek.
Az SRY a DNS-kötő fehérjék SOX (SRY-szerű box) családjába tartozik. A SF-1 fehérjével együtt az SRY transzkripciós faktorként működik, mely más transzkripciós faktorokat erősít, például a SOX9-et. Expressziója az elsődleges ivari szöveteket hozza létre, ezek később ondócsatornákká alakulnak. Ezek a még nem differenciált gonád központi részei, melyet herévé alakítanak. A már indukált Leydig-sejtek tesztoszteront kezdenek elválasztani, a Sertoli-sejtek anti-Müller hormont. Az SRY gén hatása a magzat kialakulása után 6-8 héttel jelentkezik, mely a női anatómiai szerkezeti növekedést akadályozza. Ezenkívül a másodlagos ivari jellegek kialakulásában is fontos.

## Evolúciója és szabályzása

### Evolúció
Az SRY feltehetően az X-kromoszóma SOX3 génjének duplikációjával alakult ki. Ez a kloákások és az elevenszülő emlősök elválása után alakult ki. A kloákásokban nincs SRY, egyes ivari kromoszómáik a madarakéival homológok. Az SRY gyorsan fejlődő gén, szabályzását nehéz tanulmányozni, mivel az állatok közt nem állandó az ivarmeghatározás. Még a nemmeghatározáshoz az SRY gént használó elevenszülő emlősökben is eltér az SRY hatása fajonként. A génszekvencia is változik – míg a magja, a nagy mobilitású csoport (HMG box) fajok közt állandó, a gén többi része nem. Az SRY egyike a humán Y kromoszómán lévő 4 génnek, mely az eredeti Y kromoszómában megvolt. A többi gén az eredeti Y kromoszómával egyesült autoszóma révén jelent meg.

### Szabályzás
Az SRY-nak nincs sok közös része más modellszervezetek ivarmeghatározó génjeivel, így az egereket használják fő modellszervezetnek a tanulmányozásához. Szabályzásának megértését nehezíti, hogy a szekvenciahasonlóság még emlősfajok közt is kicsi. Az egyetlen hasonló csoport egerekben és más emlősökben a DNS-kötésért felelős HMG box. Ennek mutációi ivarfordulást okoznak. A kis hasonlóság miatt az SRY promotere, szabályzóelemei és szabályzása se jól ismertek. Hasonló emlőscsoportokban az első 400-600 bázispárral (bp) a startkodon előtt található hasonló csoport. A humán SRY-promoter in vitro tanulmányai szerint egy legalább 310 bp-ral a startkodon előtti rsz szükséges az SRY-promoter működéséhez. Ezenkívül 3 transzkripciós faktor, a szteroidogén faktor 1 (SF1), a specificitásprotein 1 (Sp1) és a Wilms-tumorprotein 1 (WT1) humán promoterhez való kötődése befolyásolja az SRY expresszióját.
A promoternek két szabályzóhelyként működő Sp1-kötő helye van (-150 és -13). Az Sp1 GC-gazdag konszenzusszakaszokat kötő transzkripciós faktor, az SRY-kötőhelyek mutációja 90%-os géntranszkripció-csökkenést okoz. Az SF1 tanulmányai kevésbé egyértelmű eredményeket adtak. Az SF1 mutációija ivarfordulást, deléciója nem teljes ivarszervfejlődést okoz. Azonban nem ismert az SF1 közvetlen kölcsönhatásának módja az SR1 promoterrel. A promoternek van két WT1-kötő helye is a startkodon előtt 78 és 87 bp-ral. A WT1 egy 4 C-terminális cinkujjal és egy N-terminális Pro/Glu-gazdag résszel rendelkező transzkripciós faktor, és elsősorban aktivátorként működik. A cinkujjak mutációj vagy a WT1 inaktivációja kisebb férfinemiszerv-méretet okoz. A gén deléciója teljes ivarfordulást okoz. Nem ismert a WT1 SRY-erősítő működésének módja, de egyes kutatások szerint segíti az üzenetfeldolgozás stabilizálását. Azonban e hipotézis kérdéseket vet fel, mivel a WT1 felel a férfi ivari fejlődést gátló DAX1 (dózisszenzitív ivarfordulás, adrenalishypoplasia-kritikus régió, X kromoszóma, 1. gén) transzkripciójáért is. A DAX1 további másolata egerekben ivarfordulást okoz. Nem ismert a DAX1 működése, és számos eltérő útvonalat javasoltak, például az SRY transzkripciós destabilizációját és az RNS-kötést. A DAX1 az SF1 működésével való interferenciával akadályozza a férfi ivar fejlődését, korepresszorokkal az SRY transzkripcióját.
Ezenkívül a GATA-kötő protein 4 (GATA4) és a FOG2 az SRY-t annak promoterével való asszociációjával aktiválja. Ezek SRY-transzkripciót szabályzó módja nem ismert, de a FOG2- és GATA4-mutánsok SRY-transzkripciója jelentősen kisebb. A FOG-oknak DNS-kötő cinkujjmotívumaik vannak, de nem ismert a FOG2 és az SRY közti kölcsönhatás. Tanulmányok szerint a FOG2 és a GATA4 aktivációokozó nukleoszóma-újramodellező fehérjékkel asszociálnak.

## Működés
Gestatio során az urogenitalis üregnél lévő elsődleges gonádsejtek bipotensek – átalakulhatnak férfi (Sertoli- és Leydig-) vagy női (follikulusz- és theca-) sejtekké is. Az SRY a heredifferenciációt indítja el férfispecifikus transzkripciós faktorok átalakításával, ezek lehetővé teszik e bipotens sejtek differenciációját és proliferációját. Az SRY ezt a hozzá hasonló DNS-kötő hellyel rendelkező SOX9 erősítésével éri el. A SOX9 a fibroblaszt-növekedési faktor 9 (Fgf9) erősítéséhez vezet, mely tovább erősíti a SOX9-et. A megfelelő SOX9-szintek elérése után a bipotens sejtek Sertoli-sejtekké alakulnak, az SRY-t expresszálók pedig tovább proliferálódnak, létrehozva az elsődleges herét. Ez alkotja az alapvető eseménysorozatot, de az ivari differenciációt több tényező is befolyásolja.

### Hatása a sejtmagban
Az SRY fehérje 3 fő régióból áll. A központi tartalmazza a HMG domént, mely magi lokalizációs szekvenciákat tartalmaz, és DNS-kötő fehérjeként működik. A C-terminális doménben nincs állandó szekvencia, az N-terminális foszforilálható, elősegítve a DNS-kötést. A folyamat az SRY magi lokalizációjával indul a magi lokalizációs szignálrégiók acetilezésével, mely lehetővé teszi az importin β és a kalmodulin SRY-hoz való kötését, megkönnyítve a magba jutását. Ezután az SRY és az SF1 komplexet alkotnak, és a TESCO-hoz (herespecifikus Sox9-mag-erősítő) kötődnek, mely a Sox9 gén Sertoli-sejt-prekurzorokban lévő herespecifikus erősítője, mely a Sox9 gén transzkripciójának kezdeti helye előtt található. Pontosabban az SRY HMG régiója kapcsolódik a DNS-célszekvencia kis üregéhez, a DNS hajlását és lazulását okozva. E DNS-alakzat létrejötte könnyíti a Sox9 gén transzkripcióját. A Sertoli-sejtek magjában a SOX9 közvetlenül célozza az Amh és a prosztaglandin-D-szintáz (Ptgds) génjeit. Az Amh-promoterhez közeli erősítőhöz kötődő Sox9 az Amh-, a Ptgds-génhez kapcsolódó a prosztaglandin D2 (PGD2)-szintézist teszi lehetővé. A SOX9 magba való visszatérését könnyítik a PGD2 által vezérelt auto- vagy parakrin jelzések. A SOX9 ezután pozitív visszacsatolási ciklust indít el, melyben a SOX9 a saját transzkripciós faktoraként működik, nagy mennyiségű SOX9-szintézist okozva.

### A SOX9 és a heredifferenciáció
Az SF-1 fehérje önmagában a SOX9 génnek kis mértékű transzkripcióját okozza XX és XY bipotens gonádsejtekben egyaránt. Azonban az SRY-SF1 komplex TESCO-hoz való kapcsolódása a SOX9-en nagymértékű génerősítést csak az XY gonádban okoz, míg az XX gonádban csekély marad a transzkripció. Ezt részben maga a SOX9 okozza pozitív visszacsatolással – ez az SRY-hoz hasonlóan komplexet alkot az SF1-gyel, és a TESCO-hoz kapcsolódik, az XY-gonádban további SOX9-expressziót okozva. További 2 fehérje, az FGF9 (fibroblaszt-növekedési faktor 9) és a PGD2 (prosztaglandin D2) ezt fenntartják. Bár ezek útvonalai nem teljesen ismertek, ezek fontosak a herékhez fontos folyamatos SOX9-expresszióhoz.
A SOX9 és az SRY feltehetően fontosak a gonádok támasztósejt-prekurzorainak Sertoli-sejtekké alakulásában, amely a herefejlődés kezdete. A kezdeti Sertoli-sejtek a gonád közepén feltehetően a fejlődő gonádon végighaladó FGF9-hullám kezdetei, mely további Sertoli-sejt-differenciációt okoz a SOX9 erősítése révén. A SOX9 és az SRY feltehetően ezenkívül a herefejlődés számos késpbbi lépésében (például a Leydig-sejtek kialakulásában, az elsődleges ivari szövetek kialakulásában és a herespecifikus erek kialakulásában) is fontosak, de ennek mechanizmusai ismeretlenek. Ismert azonban, hogy a SOX9 PGD2 jelenlétében közvetlenül hat az anti-Müller-hormont kódoló Amh-ra, és képes XX-gonádokban is herék előállítását indukálni, ami a herefejlődésben való fontosságát mutatja.

## Az SRY-rendellenességek hatása a nemre
Az embriók gonádjai azonosak genetikai nemtől függetlenül, a fejlődés egy pontjáig, amikor az Y-kromoszomális nemmeghatározó fehérje férfi nemi szervek fejlődését okozza. A férfi kariotípus XY, a női XX. Vannak kivételek, ahol az SRY fontos szerepet játszik. A Klinefelter-szindróma egy normál Y és két X kromoszóma jelenlétét jelenti, XXY kariotípust adva. Ezen emberek férfinak tekinthetők. Az atipikus genetikai rekombináció egy hímivarsejt fejlődésekor a fenotípusnak nem megfelelő kariotípusokat eredményezhet.
Általában a meiózis során bekövetkező átkereszteződéskor az SRY gén az Y kromoszómán marad. Ha az SRY gén az X kromoszómára kerül, nem történik herefejlődés. Ez a Swyer-szindróma, mely XY kariotípus melletti női fenotípust jelent. Erre normálisan kialakult méhek és petevezetékek jellemzőek, de a gonádok nem működnek. A Swyer-szindrómásokra így általában nőként tekintenek, és eszerint nevelik. XX-férfi-szindróma akkor történik, ha női kromoszómák vannak jelen, de ezek egyikén megtalálható transzlokáció miatt az SRY. Ez női kariotípus melletti férfi fenotípust jelent, és késői pubertást, terméketlenséget és a másik nemre jellemző növekedési jellemzőket okoz. Az XX-férfi-szindrómában érintettek esetén mellek, a Swyer-szindrómában érintettek esetén arcszőrzet alakulhat ki.
| Rendellenesség        | Jellemzők |
| --------------------- | --- |
| Klinefelter-szindróma | - Normál Y és 2 X kromoszóma öröklése: a kariotípus XXY. - Az ezzel rendelkezőket férfinak tekintik. |
| Swyer-szindróma       | - Az SRY gén az X kromoszómára kerül ahelyett, hogy az Y-on maradna, így nem történik herefejlődés. - XY kariotípusú nőknek tekinthetők az ezzel rendelkezők. - Normálisan kialakult méhekkel és petevezetékekkel rendelkeznek, de nem működnek az ivarszervek. |
| XX-férfi-szindróma    | - Női kromoszómákkal rendelkező kariotípus, azonban egy transzlokáció miatt az egyikhez kerül az SRY gén. - Női genotípusúak, de férfi fenotípusúak az ezzel rendelkezők.                                                                                       |

Míg az SRY jelenléte vagy hiánya általában meghatározza, hogy történik-e herefejlődés, feltehetően vannak más tényezők is, melyek befolyásolják az SRY működését. Így előfordulhatnak az SRY génnel rendelkező nőként fejlődő emberek vagy a gén hiányossága vagy mutációja, vagy az egyik közreműködő tényező hiányossága miatt. Ez történhet XY, XXY vagy SRY-pozitív XX kariotípus esetén is.
Ezenkívül további SRY-n alapuló nemmeghatározó rendszerek azok, melyek az SRY jelenlétén vagy hiányán alapulónál későbbiek. Normál rendszerben, ha az SRY jelen van (XY), az a medullát a gonádok herékké fejlesztésében aktiválja. Ekkor tesztoszteron keletkezik, elindítva a többi férfi nemi jellemzők fejlődését. Ha nincs jelen SRY (XX), az Y kromoszóma hiánya miatt nincs jelen SRY. Az SRY hiánya lehetővé teszi az embrió gonádjainak kérge számára a petefészkekké fejlődést, melyek ösztrogént állítanak elő, a többi női nemi jellemző kialakulását okozva.

### Szerepe más betegségekben
Az SRY képes kölcsönhatásba lépni az androgénreceptorral, és az XY kariotípusú, működő SRY génnel rendelkező emberek is lehetnek nők androgéninszenzitivitás-szindróma (AIS) miatt. Az AIS-es emberek nem tudnak megfelelően reagálni az androgénekre az androgénreceptor-génben való hiba miatt, és ez lehet teljes vagy részleges. Az SRY-t összekapcsolták azzal, hogy a férfiakban nagyobb valószínűséggel fordul elő a nőknél dopaminnal összefüggő betegség, például skizofrénia vagy Parkinson-kór. Az SRY egy mozgást és koordinációt irányító neurotranszmitter, a dopamin koncentrációját irányító fehérjét kódol. Egy SRY-szerű kódolt transzkripciós faktor, a SOX10 mutációja összefügg a domináns nagyvastagbelűséggel egerekben. Ezt az egérmodellt használták az SRY és a Hirschsprung-kór (humán congenitalis nagyvastagbelűség) közti összefüggés vizsgálatára is. Összefüggés van ezenkívül a SOX9 és a kampomél diszplázia (CD) közt is. E misszenz mutáció hiányos chondrogenezist okoz, és váz-CD-ként jelentkezik. A CD-vel diagnosztizált 46,XY kariotípusúak kétharmadában különböző mértékű ivarfordulás található.

### Sportvizsgálati használata
Az egyik legvitatottabb használata e felfedezésének az olimpiákon nemellenőrzésre való használata, melyet 1992-ben vezetett be a Nemzetközi Olimpiai Bizottság. Az SRY génnel rendelkező sportolók nem vehettek részt nőként, de minden sportoló, ahol kimutatták az 1996. évi olimpián, hamis pozitívnak bizonyultak, így nem zárták ki. A 3387-ből 8 női sportolónál mutatták ki az SRY gént. További genetikai vizsgálat után azonban ezeket nőként azonosították, így versenyezhettek. E sportolóknál részleges vagy teljes androgéninszenzitivitást mutattak ki az SRY gén ellenére, női fenotípust okozva. Az 1990-es évek végén számos kapcsolódó amerikai egyesült államokbeli bizottság, például az American Medical Association javasolta a nemellenőrzés megszüntetését annak bizonytalanságára és hatástalanságára hivatkozva. A kromoszomális vizsgálatot 2000-ben megszüntették, ezt később a hormonszintalapú tesztelés váltotta fel.

### Jelenlegi kutatások
Az elmúlt néhány évtizedben a nemmeghatározás, az SRY gén és a fehérjéje irányában végzett kutatás ellenére még 2023-ban is folynak kutatások e területeken. Vannak a nemmeghatározásban még azonosítatlan faktorok, és a humán ivarfordulási esetekben előforduló kromoszomális változások még ismeretlenek. További kutatásokat végeznek további nemmeghatározó gének keresésére például a genitalis bemélyedés mikrocsoport-analízisével különböző fejlődési szakaszokban, ivarfordulásos fenotípusú egerek mutagenezis-elemzésével és a transzkripciós faktorok által befolyásolt gének azonosítása terén kromatin-immunkicsapással.

## Fordítás
Ez a szócikk részben vagy egészben  a   Sex-determining region Y protein című angol Wikipédia-szócikk ezen változatának fordításán alapul.  Az eredeti cikk szerkesztőit annak laptörténete sorolja fel. Ez a jelzés csupán a megfogalmazás eredetét és a szerzői jogokat jelzi, nem szolgál a cikkben szereplő információk forrásmegjelöléseként.